# Paragon
Paragon (укр. Взіре́ць) — це багатокористувацька відеогра жанру MOBA з видом від третьої особи, що розроблялася Epic Games. Після скасування гри, нею зайнялася корейська студія Netmarble, видаючи з підзаголовком The Overprime.

## Ігровий процес

### Основи
Гравець у складі однієї з двох команд керує обраним героєм, що змагається з іншими героями, знищуючи їх та вороже налаштованих істот під керуванням комп'ютера (міньйонів). Кінцевою метою є дійти до ворожого табору, зруйнувати вежі, які його охороняють, і знищити ядро табору. Попередньо обравши до 6-и карт здібностей, гравець визначає які можливості та спорядження будуть доступні героєві на час бою та тактику як самого героя, так і команди. З убитих мобів випадають сфери, що дають тимчасові посилення різного виду. В разі смерті героя, сфера випадає з нього і її може підняти хтось інший. Всі герої та карти здібностей безкоштовні (карти отримуються за знищення міньйонів і ворожих героїв), але за додаткову плату реальними грошима можливо отримати тимчасові посилення.
Всі герої починають гру з 1-им рівнем розвитку і можуть досягти максимум 15-го. З рівнями герої отримують збільшення рівня здоров'я, мани, а табір стає міцнішим. За досягнення кожного нового рівня розвитку герой винагороджується трьома очками карт, які може витратити в магазині на отримання нових чи посилення наявних. Максимум можливо отримати 40 карт.
Персонаж володіє двома основними показниками: здоров'ям і маною. Він постійно бачить їх рівень на екрані, а також рівень свого розвитку і кількість карт, які ще може використати. Крім того, показуються іконки можливостей, карта місцевості, час гри і успіхи команд. При використанні своїх здібностей гравець бачить радіус чи напрямок їх дії.
На відміну від інших MOBA, в Paragon герої здатні користуватися обхідними шляхами. Так можна підібратися до ворога, пройшовши підземним тунелем або перелізши через скелі.

### Режими
- 5v5 — єдиний із випущених режим на карті «Моноліт» із 3 смугами, між якими розміщено джунглі з нейтральними істотами і оборонні вежі. Дві команди по 5 гравців мають знищити ядро ворожого табору.

## Розробка
З 18 березня 2016 тривав ранній доступ. Відкрите бета-тестування гри почалося 16 серпня 2016 року. 25 січня 2018 року розробники повідомили, що розвиток Paragon буде припинено 26 квітня. Підставою стало те, що гру було визнано неналежно виконаною і вона «не стала життєздатною MOBA». Матеріали гри, вартістю $12 млн, було передано у вільний доступ.
29 жовтня 2022 року стало відомо, що розробку поновила корейська студія Netmarble. Вона надала гру безкоштовно для відкритого бета-тестування в Steam.